# Коніль-де-ла-Фронтера
Коніль-де-ла-Фронтера (ісп. Conil de la Frontera) — муніципалітет в Іспанії, у складі автономної спільноти Андалусія, у провінції Кадіс. Населення — 21 331 особа (2010).
Муніципалітет розташований на відстані близько 510 км на південний захід від Мадрида, 35 км на південний схід від Кадіса.
На території муніципалітету розташовані такі населені пункти: (дані про населення за 2010 рік)
- Барріо-Нуево: 2602 особи
- Каса-де-Постас: 1202 особи
- Коніль-де-ла-Фронтера: 13525 осіб
- Роче: 3586 осіб
- Фуенте-дель-Гальйо: 416 осіб

## Демографія
Динаміка населення (INE ):

## Галерея зображень

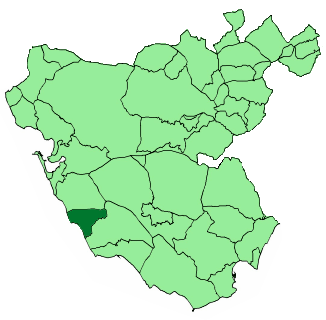
Розташування муніципалітету у провінції Кадіс
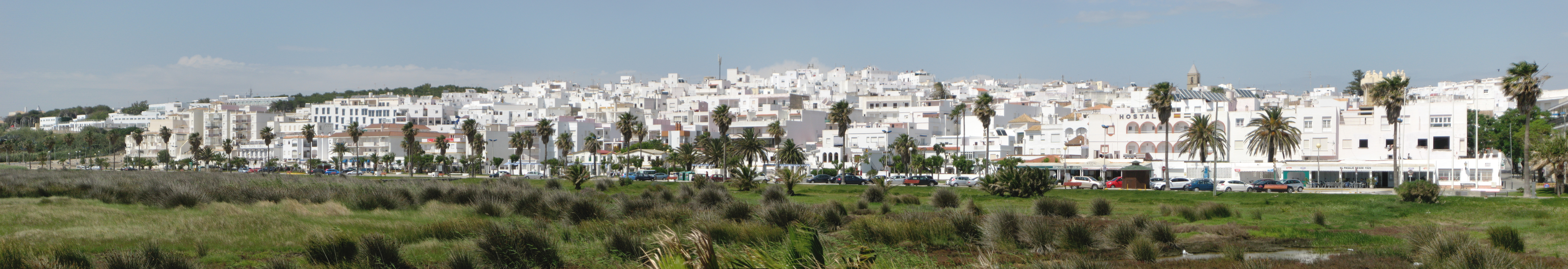
Коніль-де-ла-Фронтера
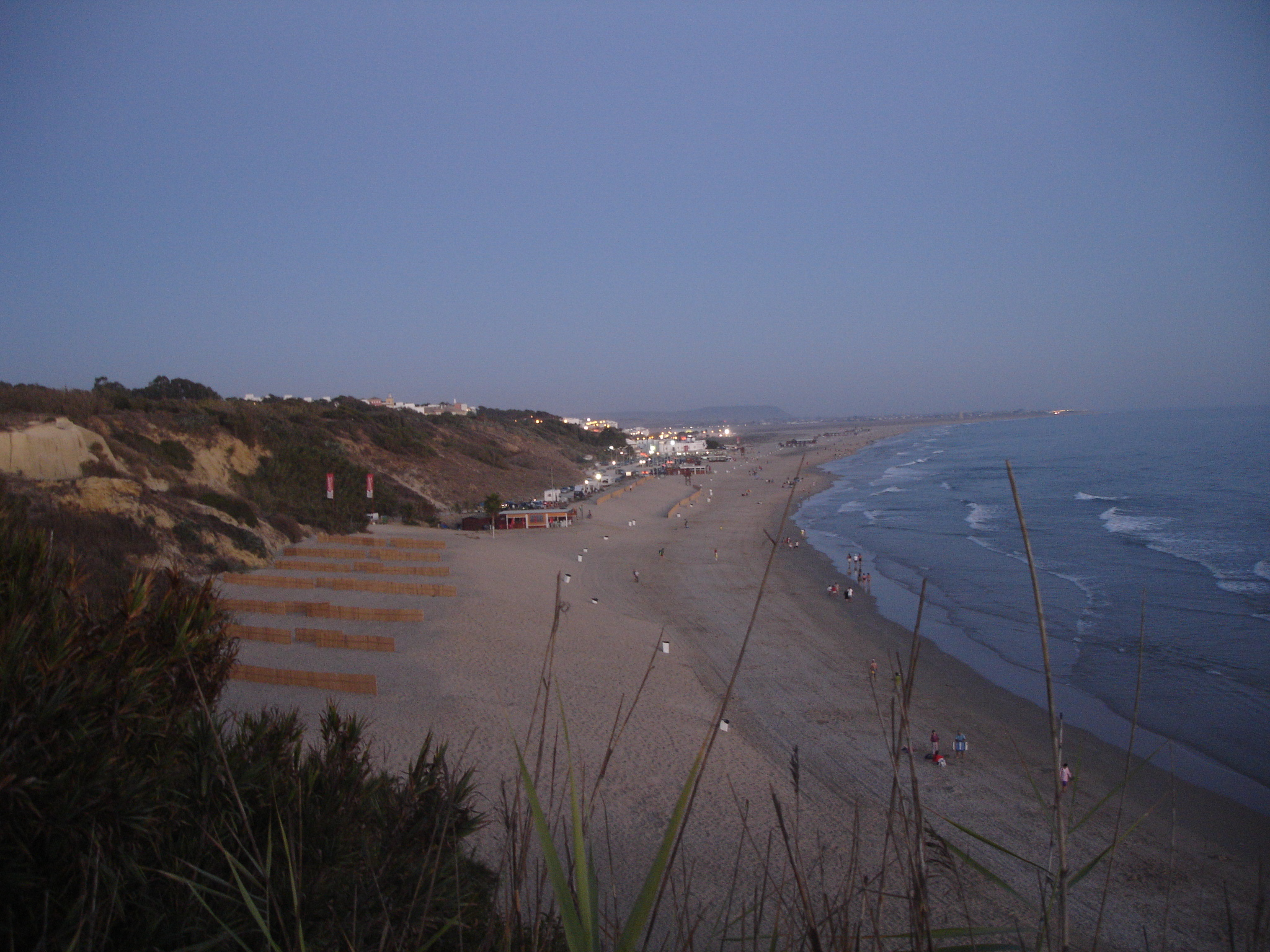
Коніль-де-ла-Фронтера
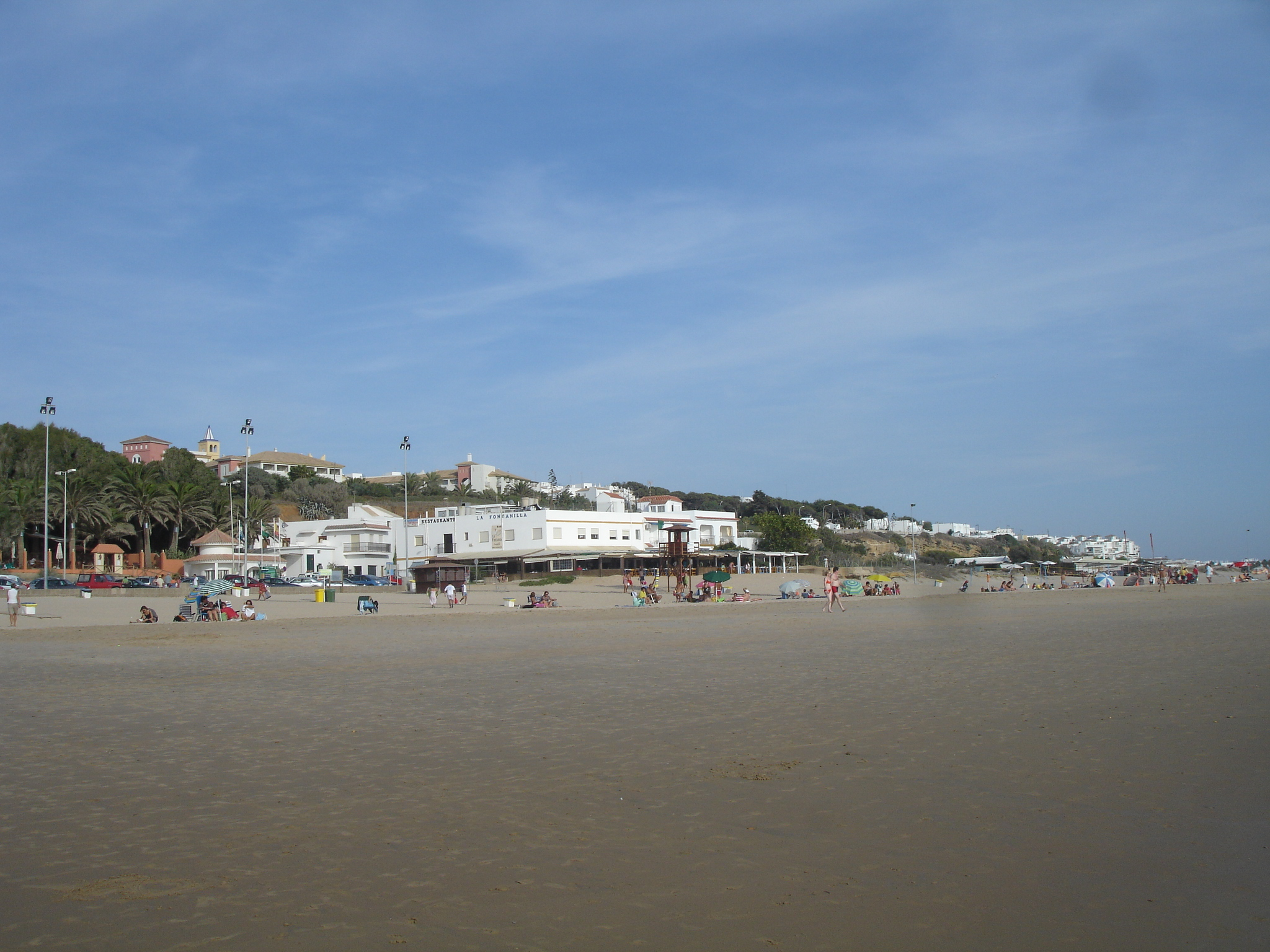
Коніль
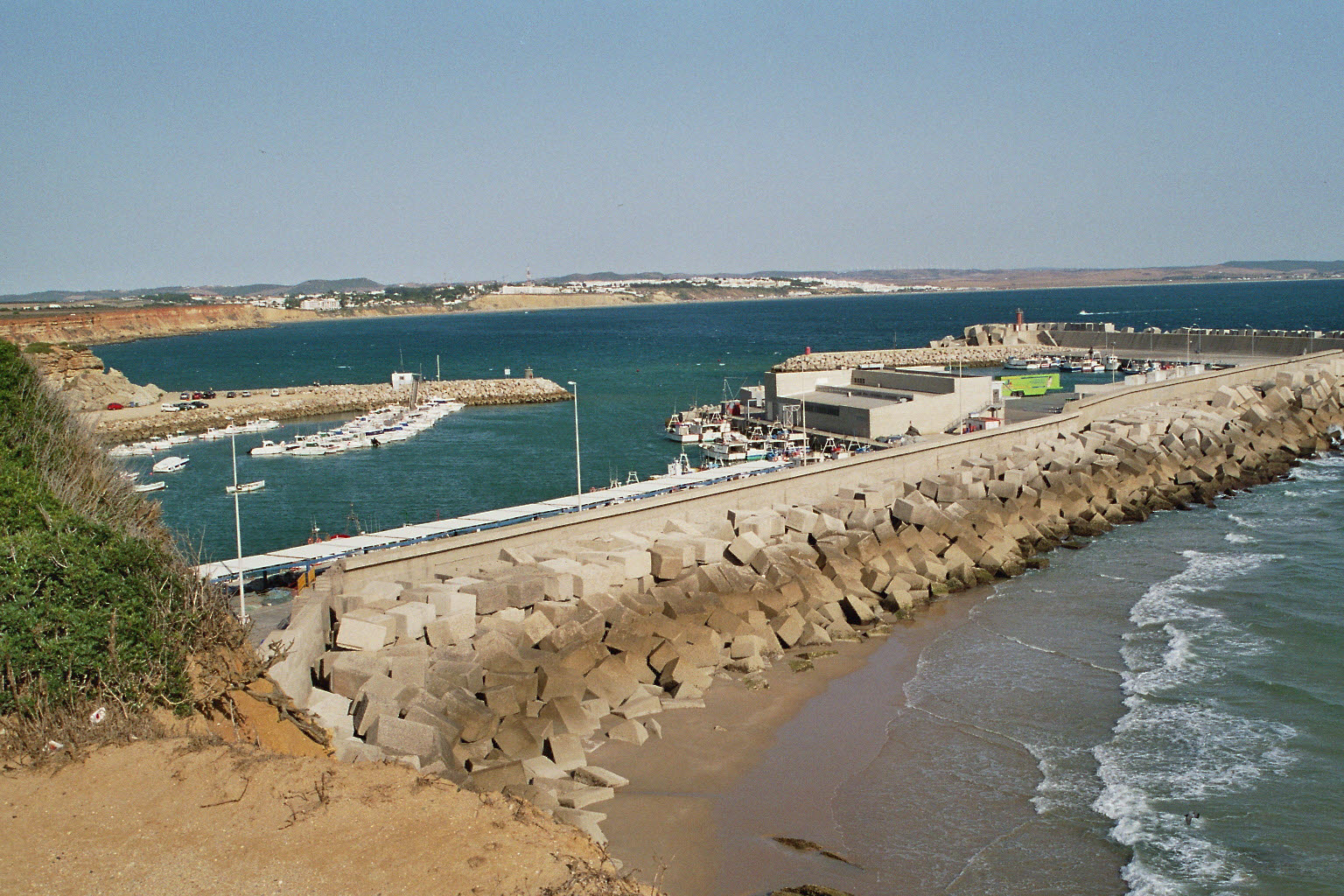
Порт
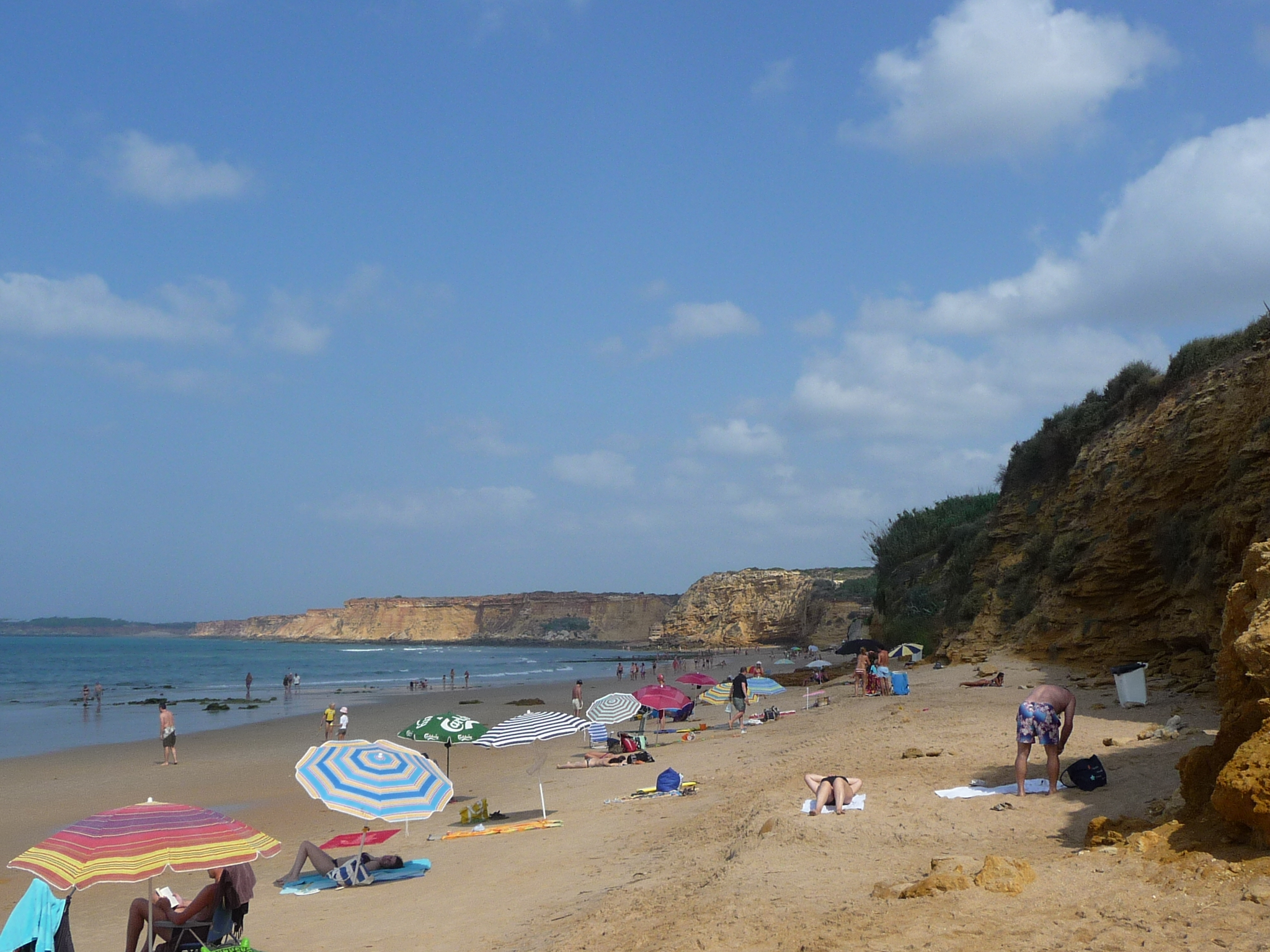
Пляж Фуенте-дель-Гальйо
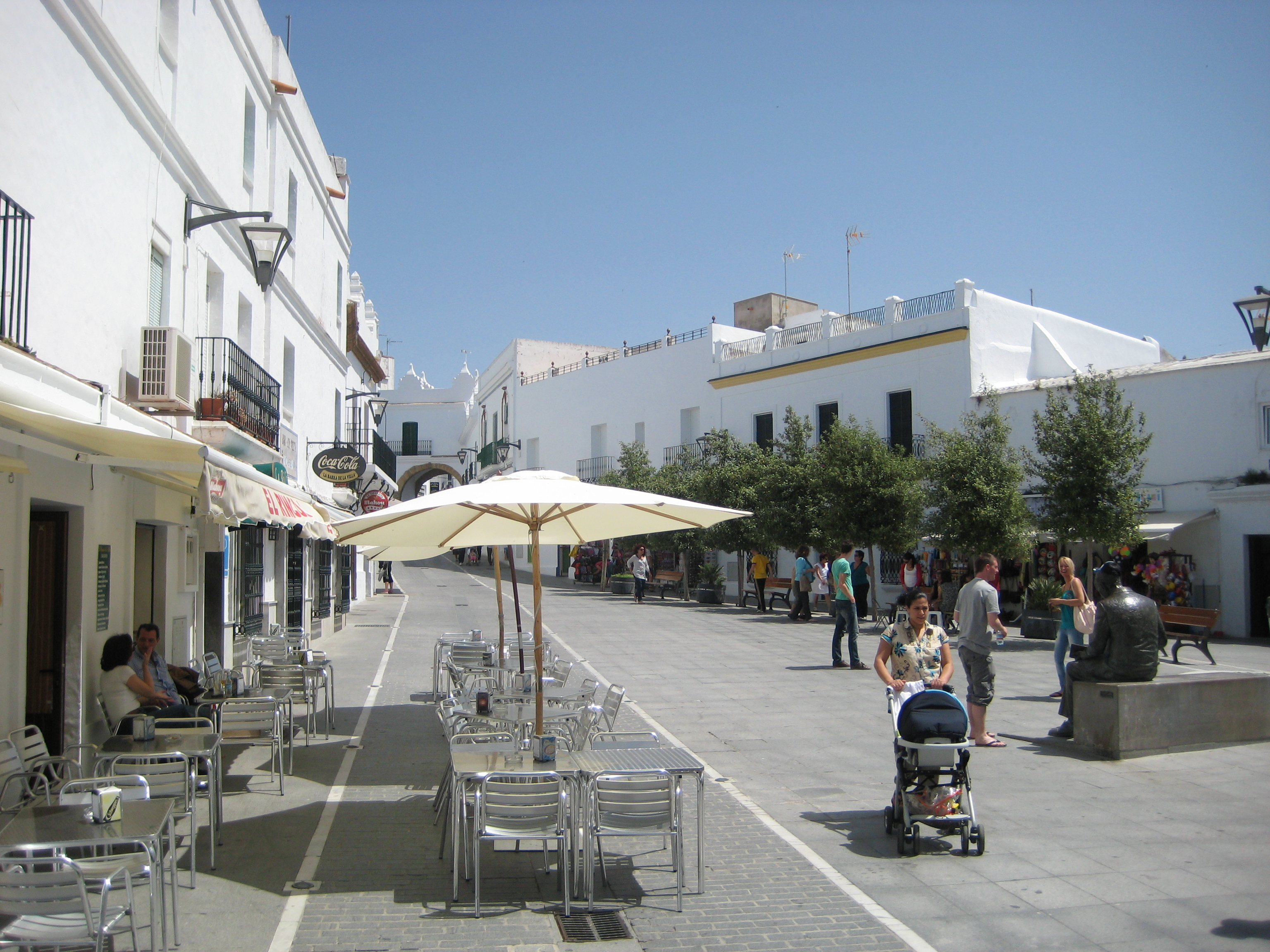
Площа Іспанії
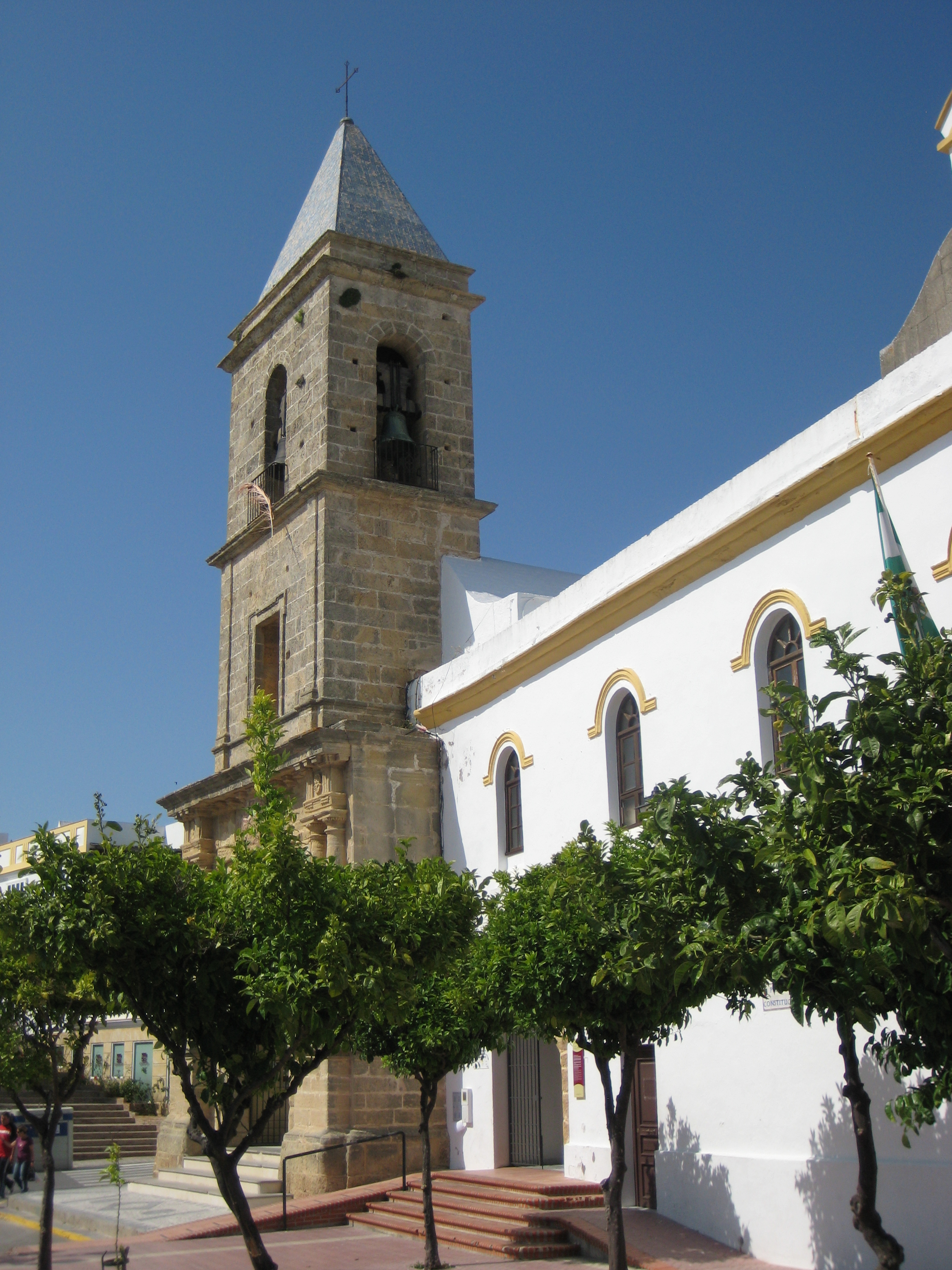
Монастир Ла-Вікторія